# Даназол
Даназол — лекарственное средство, синтетический андроген.

## Фармакологическое действие
Антигонадотропное средство, являющееся синтетическим андрогеном, полученным из этистерона. Подавляет продукцию гипофизом гонадотропных гормонов ЛГ и ФСГ у мужчин и женщин. У женщин угнетает активность яичников, тормозит овуляцию, вызывает атрофию эндометрия. Действие обратимое, лишен эстрогенного или гестагенного действия, в высоких дозах обладает слабой андрогенной активностью с сопутствующим анаболическим эффектом. При эндометриозе повреждает как нормальную, так и эктопированную эндометриальную ткань, приводя к её инактивации и атрофии. Уменьшает болевой синдром, сопутствующий эндометриозу, вызывает регрессивные изменения эндометриоидных очагов. Оказывает иммунодепрессивное действие и подавляет пролиферацию лимфоцитов in vitro. Существенно снижает уровень Ig и продукцию аутоантител у больных эндометриозом. При фиброзно-кистозной мастопатии способствует частичному или полному исчезновению узловатых уплотнений и полному купированию болевого синдрома. Клиническая эффективность при наследственном ангионевротическом отеке, возможно, обусловлена увеличением содержания ингибитора эстеразы С1 (врожденный дефицит которого характерен для данного заболевания) и, как результат этого, повышением плазменного уровня С4 компонента комплемента.

## Фармакокинетика
Прием пищи (жиры более 30 г) задерживает абсорбцию на 30 мин, повышает биодоступность и Cmax. При назначении по 100 мг 2 раза в сутки Cmax - 200-800 нг/мл, по 200 мг 2 раза в день в течение 2 нед - 250 нг/мл-2 мкг/мл. Метаболизируется в печени с образованием этистерона и 17-гидроксиметилэтистерона. Период полувыведения - до 24 ч. Биодоступность не увеличивается пропорционально повышению дозы. При удвоении дозы плазменная концентрация повышается на 35-40%.

## Показания
Эндометриоз (с сопутствующим бесплодием), доброкачественные новообразования молочной железы (фиброзно-кистозная мастопатия), первичная меноррагия, предменструальный синдром, первичное преждевременное половое созревание, гинекомастия, наследственный ангионевротический отек.

## Противопоказания
Гиперчувствительность, беременность, период лактации, порфирия (увеличивается активность "печеночных" трансаминаз), печеночная и/или почечная недостаточность, хроническая сердечная недостаточность, тромбоэмболия, андрогензависимые опухоли, вагинальное кровотечение (неясного генеза).

### C осторожностью
Сахарный диабет, эпилепсия, мигрень, нарушения плазменных механизмов гемостаза.

## Режим дозирования
Внутрь. Лечение начинают в первый день менструального цикла. Взрослым - по 200-800 мг/сут в 2-4 приема. При эндометриозе начальная суточная доза - 400 мг, в дальнейшем до 800 мг, курс лечения - 6 мес; в качестве предоперационной подготовки - 300-400 мг/сут за 1-2 мес до операции. При доброкачественных заболеваниях молочной железы - ежедневно по 100-300 мг в течение 3-6 мес; при первичной меноррагии и предменструальном синдроме - по 100-400 мг/сут, курс лечения - 3 мес; при гинекомастии у мужчин - по 200-600 мг/сут. Для предупреждения ангионевротического отека начальная доза - 200 мг, с последующим снижением (при отсутствии обострений) в течение 1-3 мес. Детям: при преждевременном половом созревании - ежедневно по 100-400 мг в зависимости от возраста и состояния больного.

## Побочные эффекты
"Вульгарные" угри, гиперсекреция сальных желез, задержка жидкости в организме, гирсутизм, "приливы" крови к коже лица, профузный пот, уменьшение размера молочных желез, огрубение голоса, увеличение массы тела, вагинит, нарушение сперматогенеза, вирильный синдром, тошнота, головокружение, эмоциональная лабильность, спазм скелетных мышц, головная боль, повышение внутричерепного давления, люмбалгия, парестезии, нарушения сна, расстройства зрения, тромбоцитоз или тромбоцитопения, эритроцитоз, лейкоцитоз, кровотечения у больных с гемофилией, кожная сыпь, дисменорея, холестатическая желтуха, гепатит, алопеция, повышение активности "печеночных" трансаминаз. 

## Передозировка

#### Симптомы
Головная боль, головокружение, тремор, судороги, тошнота, рвота.

#### Лечение
Промывание желудка, симптоматическая терапия.

## Особые указания
Рекомендуется периодический контроль ферментов печени. Препарат не используется в качестве контрацептивного лекарственного средства. При назначении пациентам с сахарным диабетом необходима коррекция дозы инсулина.

## Взаимодействие
Усиливает эффект антикоагулянтов кумаринового ряда и производных индандиона (риск развития кровотечения). Ослабляет действие инсулина и пероральных гипогликемических лекарственныхъ средств (влияя на углеводный обмен, повышает концентрацию глюкозы в крови). Подавляет метаболизм карбамазепина и повышает его концентрацию в крови. Повышает концентрации в крови циклоспорина и такролимуса (риск нефротоксичности). Повышает концентрацию глюкагона в плазме.